# Čtyřválcový řadový motor

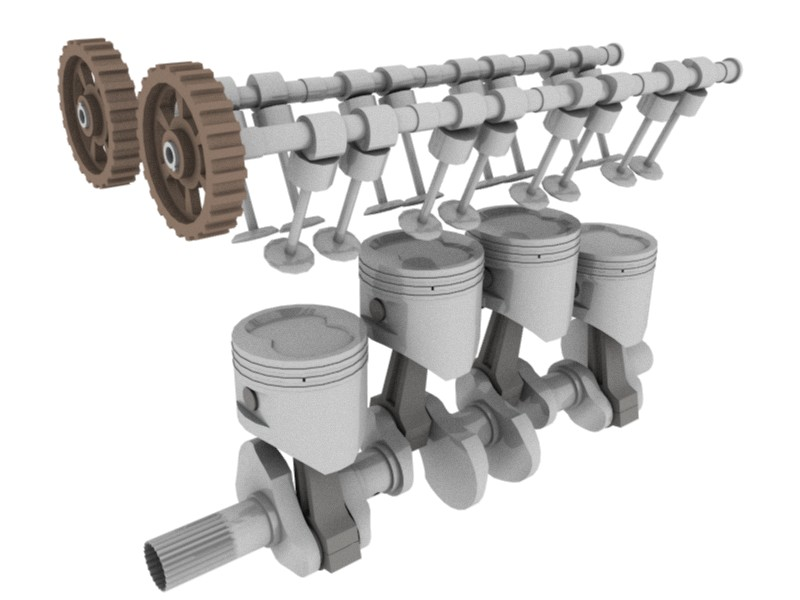
Počítačem vytvořený obrázek znázorňující vnitřní pohyblivé části motoru R4, řemenem poháněné dvě vačkové hřídele a čtyři ventily na válec

Animace práce motoru

Čtyřválcový řadový motor nebo řadový čtyřválec, označovaný také zkratkou R4, je pístový spalovací motor se čtyřmi válci uspořádanými v řadě. Válce mohou být uspořádány i vertikálně nebo šikmo k zemi. R4 je nejjednodušší systém motoru s dobrou rovnováhou. Z tohoto důvodu je často používán v automobilech ekologické třídy. Nicméně v motorech tohoto typu dochází často k vibracím, které jsou přímo úměrné velikosti motoru. Z tohoto důvodu spolu se zvýšením výkonu se přechází na motory s větším počtem válců. V některých případech je k rozvodu motoru přidána i třetí, takzvaná vyvažovací hřídel, která část těchto vibrací vyrovnává protiváhou, například u Citroënu C5 s motorem 2.2 HDi DW12.

## Použití
Uspořádání R4 je nejběžnějším u motorů do zdvihového objemu 2,4 l. Někdy se toto uspořádání používá až do objemu 2,7 l, výjimečně až 3,0 litru (Porsche 944, Porsche 968, Rolls Royce B40).
Motory R4 používaly téměř všechny automobily, produkované v bývalém socialistickém bloku, nejčastěji se zdvihovým objemem 1,2 litru (Škoda řady 1000, 100/110, 120/130, 1203, Favorit, Lada, Volha, Dacia atd..)
Rovněž Ford A byl vybaven velkým motorem o objemu 3,3 litru v tomto uspořádání.
Koncern Toyota také vyráběl naftové motory v uspořádání R4 se zdvihovým objemem 4,1 litru (Toyota 15B-FTE). Tento motor byl používán v modelu Toyota Mega Cruiser.

## Vozidla s motory R4
Nejmenší automobilový motor typu R4 v Mazda Carol měl zdvihový objem 0,358 litru. Ještě menší motory jsou používány v motocyklech, například Honda CBR 250 s motorem o objemu 0,25 litru. Běžný objem automobilových motorů s tímto uspořádáním se pohybuje v rozmezí 1,2 – 2,4 litru.

### Použití podle tříd
- Malý automobil (např. Škoda Fabia a Renault Clio)
- Nižší střední třída (např. Škoda Octavia, Volkswagen Golf a Kia cee'da)
- Střední třída (např. Volkswagen Passat, Peugeot 407 a Citroën C5)
- Vyšší střední třída – většinou základní motorizace (např. Audi A6 a Peugeot 607)
- Kabriolet
- Dodávkový automobil (např. Peugeot Partner a Renault Kangoo)

### Příklady motorů s uspořádáním R4
- Alfa Romeo Twin Cam – zdvihový objem od 1290 cm ³ do 1962 cm ³, používaný v modelech Spider, 155 či 164
- BMC A-Series – zdvihový objem od 803 cm ³ do 1275 cm ³, používaný ve vozidlech Mini
- Honda E – zdvihový objem od 995 cm ³ do 1,6 dm ³, používaný v modelu Honda Civic
- Honda F20C – zdvihový objem od 1997 cm ³ do 2157 cm ³, používaný v modelu Honda S2000
- Nissan GA14DE - zdvihový objem 1392 cm ³, používaný v modelu Nissan Almera